# Communauté rurale de Bassoul
La communauté rurale de Bassoul est une communauté rurale du Sénégal située à l'ouest du pays, dans le Sine-Saloum. 
Elle fait partie de l'arrondissement de Niodior, du département de Foundiougne et de la région de Fatick et comprend les villages suivants : 
1. Bassar
2. Bassoul
3. Diogane
4. Siwo
5. Thialane

Lors du dernier recensement, la CR comptait 9 571 personnes et 1 083 ménages.